# Partido Laborista (Tailandia)
El Partido Laborista es un partido político en Tailandia.

## Historia

### Partido Laborista (1968-1971)
El primer partido laborista fue fundado el 23 de diciembre de 1968 por Kan Chueakeaw como líder y Weera Thanomkiang como secretario general.
En las elecciones de 1969 el partido presentó una candidatura para la Cámara de Representantes, pero no fue capaz de ganarla.
Disuelto a causa de una orden ejecutiva el 17 de noviembre de 1971 por parte del consejo revolucionario encabezado por Thanom Kittikachorn, dicho decreto acabó con todos los partidos políticos existentes.

### Partido Laborista (1974-1976)
El segundo partido laborista fue fundado el 21 de noviembre de 1974. por Seri Suchatapakan como líder y Sa-ard Piyawan como secretario general. 
A pesar de no conseguir ningún diputado en las elecciones de 1975, en las próximas elecciones, las de 1976 el partido ganó 1 escaño en la Cámara de Representantes.

## Resultados en las elecciones generales
|  | 0.74 % |

|  | 0.86 % |